# Lužijos ir Tyrų pelkės
Lužijos ir Tyrų pelkės este o arie protejată (sit de importanță comunitară — SCI) din Lituania întinsă pe o suprafață de 2.687 ha, integral pe uscat.

## Localizare
Centrul sitului Lužijos ir Tyrų pelkės este situat la coordonatele 55°33′38″N 21°13′28″E / 55.5606°N 21.2244°E.

## Înființare
Situl Lužijos ir Tyrų pelkės a fost declarat sit de importanță comunitară în ianuarie 2004 pentru a proteja 1 specie de animale.

## Biodiversitate
Situată în ecoregiunea boreală, aria protejată conține 7 habitate naturale: Pajiști calcaroase din nisipuri xerice, Pajiști cu Molinia pe soluri calcaroase, turboase sau argilos-nămoloase (Molinion caeruleae), Liziere de ierburi înalte hidrofile de câmpie și de nivel montan până la alpin, Pajiști aluvionare boreale nordice, Fânețe de joasă altitudine (Alopecurus pratensis, Sanguisorba officinalis), Mlaștini oligotrofe degradate, capabile încă de regenerare naturală, Mlaștini împădurite.
La baza desemnării sitului se află o specie protejată de  nevertebrate: Phengaris teleius.
Pe lângă speciile protejate, pe teritoriul sitului au mai fost identificate 8 specii de plante.